# Isaías Meneses
Isaías Eduardo Meneses Contreras (Santiago, Chile; 9 de agosto de 1990) es un futbolista chileno que juega de defensa. 

## Trayectoria
Hizo las divisiones inferiores en primeramente en Santiago Morning, después tuvo un paso por las inferiores de Coquimbo Unido y posteriormente en Magallanes, club en el cual debutó profesionalmente en el año 2010, cuando el club estaba en Tercera A,
también fue parte del subcampeonato con el cuadro carabelero de la Copa Chile 2011. En su trayectoria registra pasos por Magallanes, club que no le renueva contrato en 2017, siendo su actual equipo desde ese mismo año Coquimbo Unido.

## Clubes
| Club                | País  | Año       |
| ------------------- | ----- | --------- |
| Magallanes          | Chile | 2010-2017 |
| Coquimbo Unido      | Chile | 2017-2018 |
| Deportes Santa Cruz | Chile | 2019-2020 |

## Palmarés

### Campeonatos nacionales
| Título           | Club           | País  | Año  |
| ---------------- | -------------- | ----- | ---- |
| Tercera División | Magallanes     | Chile | 2010 |
| Primera B        | Coquimbo Unido | Chile | 2018 |